# John Marsh (Pionier)

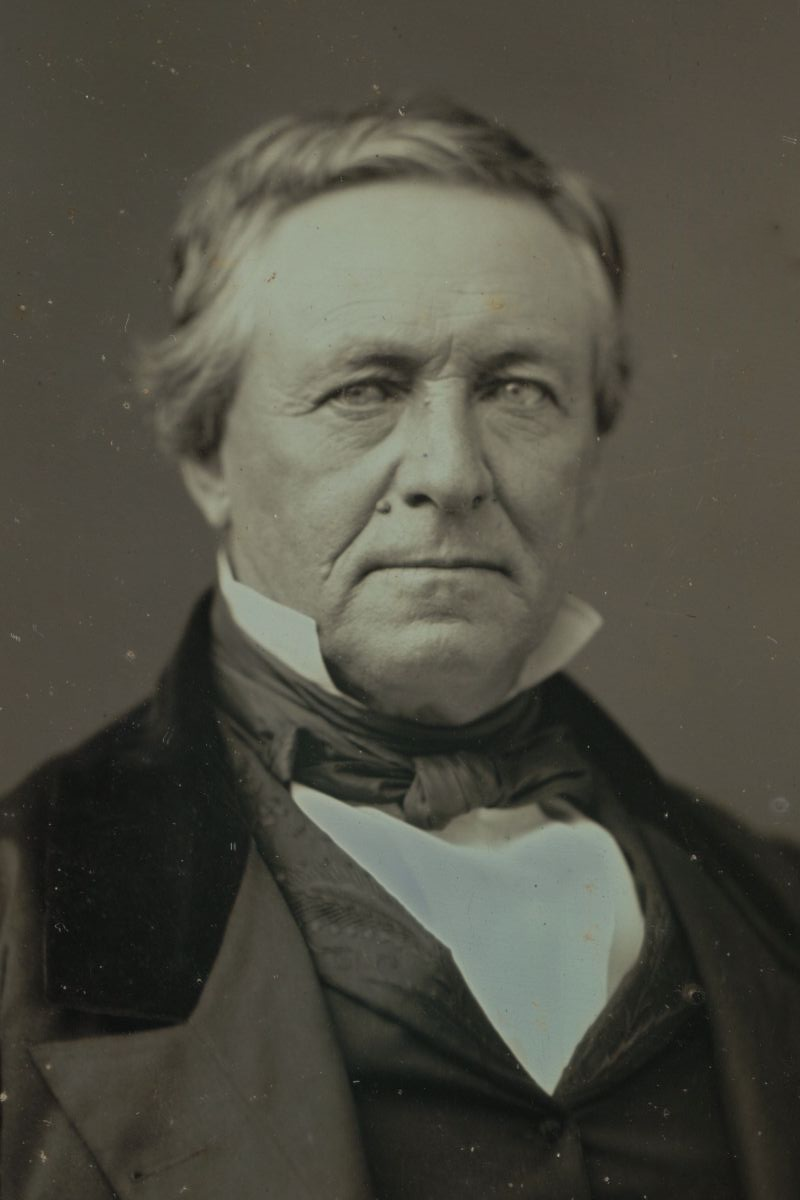
John Marsh um 1852

John Marsh (* 5. Juni 1799 in Danvers, Massachusetts, USA; † 24. September 1856 in Vine Hill, Kalifornien, USA), später in spanischer Sprache auch bekannt als Don Juan Marsh, war ein Arzt, Rancher und Sprachforscher im damals noch mexikanischen Kalifornien. Er setzte sich für einen Anschluss Kaliforniens an die Vereinigten Staaten ein.

## Biografie
Marsh wurde 1799 in Danvers, Massachusetts, geboren und machte 1819 seinen Abschluss an der privaten Phillips Academy in Andover. Von 1819 bis 1823 besuchte er das Harvard College und erhielt einen Bachelor-Abschluss in Medizin. Wegen seiner Beteiligung an Studentenunruhen war er zwischenzeitlich suspendiert.
Marsh wanderte nach Westen aus und lebte im Michigan-Territorium, wo er eine Schule eröffnete, die erste im heutigen Minnesota. Marsh wurde von der Bundesregierung als Indianeragent der Vereinigten Staaten für die Sioux Agency in Fort Snelling ernannt. In Fort Snelling hatte Marsh eine Beziehung mit Marguerite Decouteaux, die kanadisch-französische und indigene Vorfahren hatte. Die beiden hatten einen Sohn namens Charles, geboren 1826. Marsh und Decouteaux schrieben zusammen das erste Sioux-Wörterbuch. Territorialgouverneur Lewis Cass ernannte Marsh zum Friedensrichter im Crawford County (zu dem das heutige Süd-Wisconsin, Nord-Illinois und Teile von Iowa und Minnesota gehörten), woraufhin er als Judge Marsh bekannt wurde.
Während seiner Zeit in Fort Snelling nahm Marsh sein Medizinstudium bei dem Postarzt Purcell wieder auf. Da Purcell starb, bevor Marsh sein Studium abschloss, erhielt er nie ein Zertifikat. Marsh lebte eine Zeit lang in Prairie du Chien, Wisconsin, wo er in den Black-Hawk-Krieg zwischen den Vereinigten Staaten und einer Gruppe von Sauk, Meskwaki und Kickapoo, bekannt als British Band, verwickelt wurde. Als die Sioux die USA gegen ihre alten Rivalen unterstützten, wurde Marsh für ein Sioux-Massaker an Meskwaki- und Sauk-Kriegern verantwortlich gemacht.
Infolgedessen floh er aus der Gegend, nahm Decouteaux und ihren Sohn mit und ließ sich in New Salem, Illinois, nieder. Er ließ das Paar dort und kehrte nach Prairie du Chien zurück. Decouteaux war 1831 wieder schwanger und machte sich auf, die mehreren hundert Meilen zu Fuß zurückzulegen. Die Reise erschöpfte sie, und sie und ihr zweites Kind starben bei der Geburt. Marsh ließ seinen kleinen Sohn Charles bei einer Familie in New Salem aufwachsen.
Marsh wurde beim illegalen Verkauf von Waffen an einige der Indianer gesehen und musste aus dem Territorium fliehen; diesmal ließ er sich in Independence, Missouri, nieder, wo er Händler wurde. Marsh besuchte seinen Sohn erneut, bevor sein Geschäft scheiterte, und 1836 ging er als Angestellter der American Fur Company nach Santa Fe, New Mexico. Er zog über den Santa Fe Trail nach Südkalifornien. Beide Gebiete waren Teil der Republik Mexiko, die 1821 die Unabhängigkeit von Spanien erlangt hatte.

## Kalifornien
In Los Angeles behauptete Marsh, er sei die einzige Person in der Gegend, die Kenntnisse der westlichen (europäischen) Medizin habe. Er präsentierte der lokalen mexikanischen Regierung von Alta California seinen Harvard-Abschluss. Der Abschluss war in Latein geschrieben, das niemand in den örtlichen Behörden lesen konnte. Sie akzeptierten sein Wort und erteilten ihm die Erlaubnis, als Arzt zu praktizieren. Marsh war in seinem neuen Beruf ziemlich erfolgreich, aber seine Preise waren sehr hoch. Er gilt als die erste Person, die in Kalifornien als Arzt praktizierte.
Er wurde meist in Naturalien bezahlt, Kuhfelle und Talg. Marsh scherzte, dass sein Haus eher wie ein Lagerhaus aussah als eine Arztpraxis. 1836 verkaufte er sein gesamtes Inventar für 500 Dollar an einen Bostoner Händler und ritt nach Nordkalifornien, um eine Ranch zu kaufen. Da Mexiko nur Katholiken erlaubte, Land in Kalifornien zu besitzen, ließ er sich römisch-katholisch taufen.
1837 erwarb Marsh die 17.000 Morgen große Rancho Los Méganos am heutigen Marsh Creek, östlich des heutigen Clayton und am westlichen Rand der heutigen Stadt Brentwood. Sein Erwerb der Rancho weist darauf hin, dass Marsh mexikanischer Staatsbürger geworden war. Der Preis, den er für die Rancho bezahlte, betrug 500 Dollar, all seine Ersparnisse. Er wurde der erste bekannte nicht-hispanische weiße Siedler im heutigen Contra Costa County.
Marsh war sowohl als Viehzüchter als auch als Arzt erfolgreich. Er investierte weiter, indem er mehr Land in der Nähe seiner Rancho kaufte. Vor seinem Tod behauptete er, dass seine Rancho etwa 40.000 Morgen Land umfasste. Als Mediziner verlangte er wiederum sehr hohe Preise, im Allgemeinen im Verhältnis zu der Entfernung, die er zum Besuch des Patienten zurücklegen musste, was oft bedeutete, tage- oder wochenlang von seiner Ranch entfernt zu sein. Es gibt Hinweise darauf, dass er sich in dieser Zeit um einige der Überlebenden der Donner Party gekümmert hat.
Marsh erwarb Zehntausende Stück Vieh für seine Rancho und lebte das Leben eines wohlhabenden Rancheros. Er war jedoch besorgt wegen der korrupten mexikanischen Behörden sowie russischer, französischer und englischer Bestrebungen, sich Kalifornien anzueignen. Er strebte an, dass Kalifornien Teil der Vereinigten Staaten werde. Daher begann er eine Briefkampagne, mit der er US-amerikanische Siedler nach Kalifornien locken wollte; die Briefe wurden vielfach kopiert und in Zeitungen veröffentlicht. Marsh lud die künftigen Siedler auf seine Ranch ein, bis sie auf eigenes Land weiterzögen. Er schlug auch eine Route vor, wie sie am besten nach Kalifornien kommen könnten. Als 1841 die erste amerikanische Emigrantengruppe, die Bartleson-Bidwell Party, von Missouri nach Kalifornien kam, lud Marsh sie ein, seine Gäste zu sein. Der California Trail endete somit in Brentwood.

## Letzte Jahre

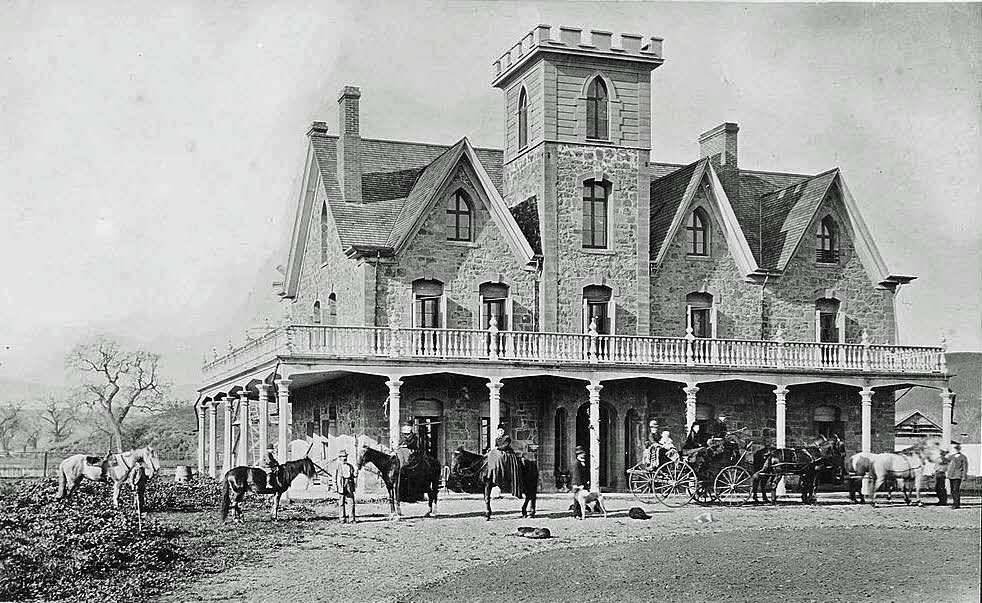
John Marsh House (um 1870)

Marsh betrieb weiterhin den Anschluss Kaliforniens an die Vereinigten Staaten. Er nahm 1845 auch an der Schlacht von Providencia teil, auch bekannt als die zweite Schlacht am Cahuenga Pass; es gelang ihm, die Amerikaner auf beiden Seiten davon zu überzeugen, dass es töricht sei, gegeneinander zu kämpfen. Auf Drängen von Marsh schlossen sich diese Soldaten zusammen, was zur Niederlage der Streitkräfte des unbeliebten Gouverneurs Manuel Micheltorena führte. Micheltorena wurde nach Mexiko deportiert und durch den gebürtigen Kalifornier Pio Pico ersetzt.
1851 lernte Marsh Abigail „Abby“ Smith Tuck (* 1818) kennen, eine Lehrerin aus Neuengland, die als Schulleiterin an einer Mädchenschule in San José tätig war. Nach einer kurzen zweiwöchigen Werbung heirateten sie am 24. Juni 1851. Am 12. März 1852 brachte Abby eine Tochter namens Alice Frances zur Welt.
Marsh begann, ein neues Haus aus Stein am heutigen Marsh Creek zu bauen, das heute noch steht. Allerdings starb Abby 1855, bevor das Haus fertig war. Marsh selbst zog in das Haus kurz bevor er ermordet wurde.

Gedenktafel an der Stelle, an der John Marsh ermordet wurde

Am 24. September 1856 trat Marsh eine Reise von seiner Ranch nach San Francisco an. Auf der Straße zwischen Pacheco und Martinez wurde er wegen eines Lohnstreits von drei seiner Vaqueros (Rinderhirten) überfallen und ermordet. Zunächst konnten die drei Männer flüchten. Zwei der Mörder wurden zehn Jahre später gefunden und vor Gericht gestellt. Einer der Männer wurde ohne Gerichtsverfahren freigelassen, der andere wurde für schuldig befunden und zu lebenslanger Haft verurteilt; 25 Jahre später wurde er begnadigt. Der dritte Mann wurde nie gefasst. Eine Gedenktafel (California Historical Landmark #722) markiert den Ort des Mordes.
Abigail und John Marsh wurden beide auf dem Mountain View Cemetery in Oakland, Kalifornien, beigesetzt.

## Nachkommen
Kurz vor seinem Tod bekam John Marsh Besuch von einem jungen Mann, der sich als sein Sohn Charles herausstellte. Die beiden hatten so noch eine kurze gemeinsame Zeit. Charles spürte einen der Mörder seines Vaters auf und brachte ihn vor Gericht.
Marsh Tochter Alice wuchs in Pflege auf. Als junge Frau ging sie nach Oakland, wo sie William Walker Camron heiratete. Sie lebten im Camron-Stanford House, das noch steht. Sie hatten zwei Töchter, Amy und Gracie; letztere starb im Kindesalter.
Camron verlor Alices Vermögen bei Immobiliengeschäften; das Paar ließ sich 1896 scheiden. Alice heiratete nicht wieder. Sie und Amy, die unverheiratet blieb, betrieben eine Pension in San Francisco und zogen später nach Santa Barbara. Nach ihrem Tod wurden beide Frauen wie ihre Eltern auf dem Mountain View Cemetery in Oakland bestattet.